# Кафявотеменен кълвач
Кафявотеменен кълвач (Yungipicus moluccensis) е вид птица от семейство Picidae.

## Разпространение
Видът е разпространен в Бруней, Индонезия, Малайзия и Сингапур.